# Syrena (radioodbiornik)

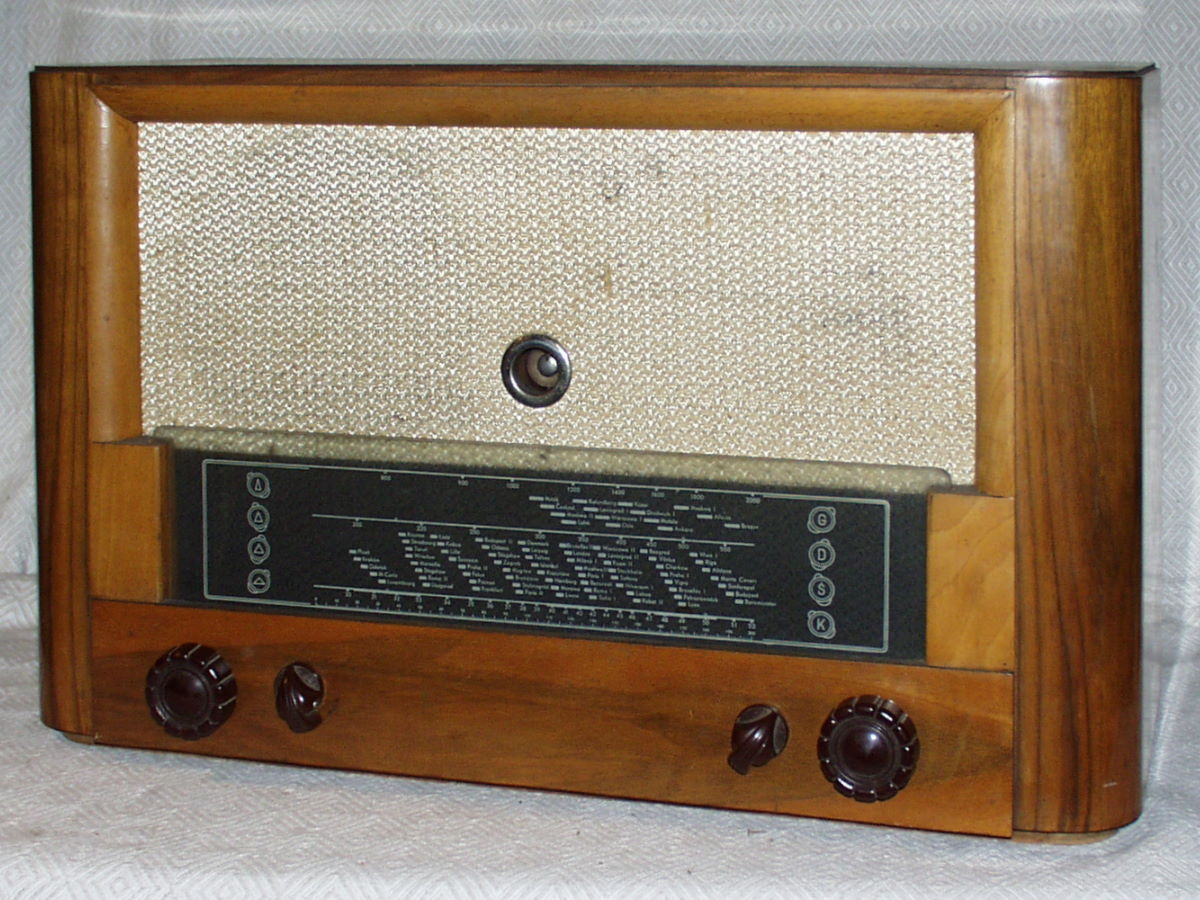

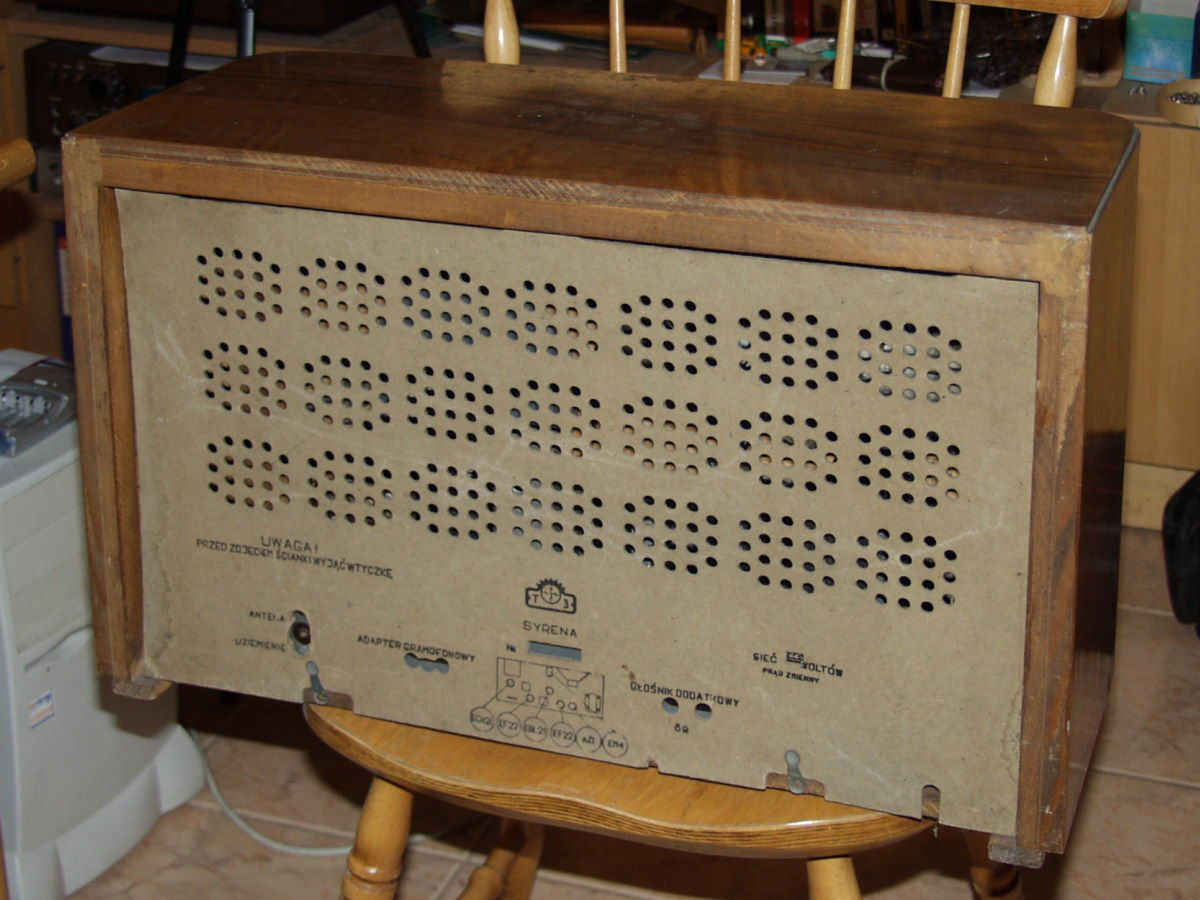
Widok na tył urządzenia

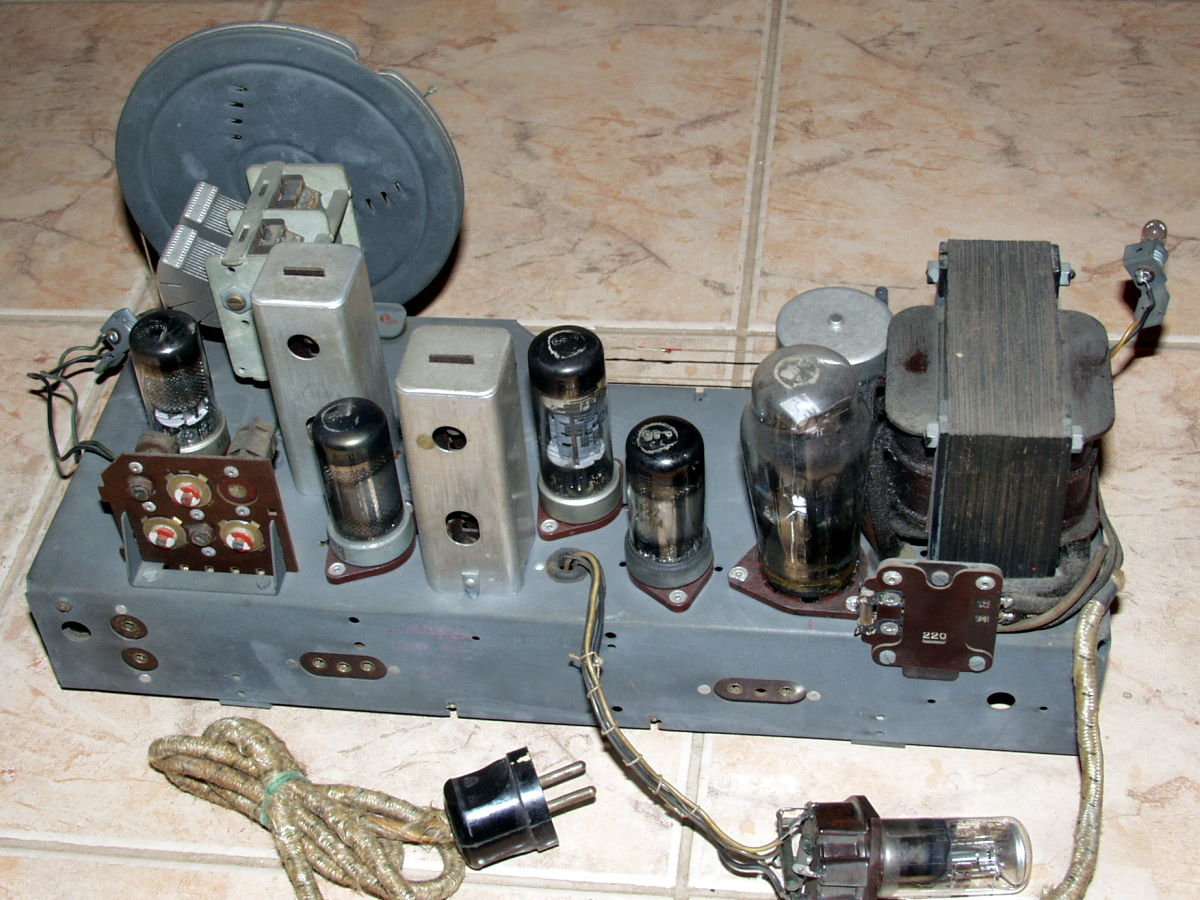
Chassis z lampami

Syrena – pierwszy odbiornik radiowy projektu Zakładów Radiowych Kasprzaka  w Warszawie z 1954. Wcześniej produkowano tam licencyjną Agę, po której „Syrena” odziedziczyła układ elektryczny. Na czołowej ściance widać więc charakterystyczne dwa pokrętła duże (potencjometr i strojenie) i dwa przełączniki małe (barwa tonu i zakresy). Pokrętła małe są wzięte wprost z „Agi”, a duże mają nowy wzór. Całkowicie została zmieniona konstrukcja napędu skali, którą przeniesiono do dolnej części przedniej ścianki skrzynki. Obudowę wykonano o większych rozmiarach niż poprzedniczka.
Układ elektryczny radioodbiornika ma kilka charakterystycznych cech, wyróżniających wszystkie odbiorniki ZRK z lampami serii loctal, czyli Syrena, Stolica, Wola i Etiuda. Za cechy te można uznać:
- ostatni wzmacniacz p.cz. i pierwszy m.cz. na dwóch pentodach EF-22 („Diora” używała tam jednej lampy – triody ECH-21);
- filtry pośredniej częstotliwości w kwadratowych kubkach aluminiowych (odbiorniki Diory miały kubki okrągłe);
- skokowa regulacja barwy tonu połączona ze zmianą szerokości pasma, realizowaną przez dołączanie dodatkowego uzwojenia w pierwszym filtrze pośredniej częstotliwości;
- możliwość wyjęcia chassis ze skrzynki bez użycia lutownicy – złącze na cokole oktal.

## Podstawowe parametry i właściwości
- układ elektryczny: superheterodyna
- lampy: ECH21, 2xEF22, EBL21, AZ1, EM4
- zakresy fal: długie, średnie, krótkie
- zasilanie: napięcie przemienne 220 V lub 125 V
- elementy regulacyjne:
  - potencjometr siły głosu z wyłącznikiem (lewa gałka duża), regulacja barwy tonu (lewa gałka mała) 4-pozycyjna
  - przełącznik zakresów fal (prawa gałka mała) czteropozycyjny: G – gramofon, D – długie, Ś – średnie, K – krótkie; strojenie (prawa gałka duża)
- gniazda:
  - antena i uziemienie
  - gramofon
  - głośnik dodatkowy
- wymiary: 570x360x260 mm
- masa: ok. 13 kg
- lata produkcji: 1954–1958